# Cal Magí (Ripollet)
Cal Magí és una obra de Ripollet (Vallès Occidental) inclosa a l'Inventari del Patrimoni Arquitectònic de Catalunya.

## Descripció
Aquest edifici està a la plaça Onze de Setembre i avui dia està dividit en tres habitatges, els números 12, 13 i 14. Tots tres tenen planta baixa i primer pis.

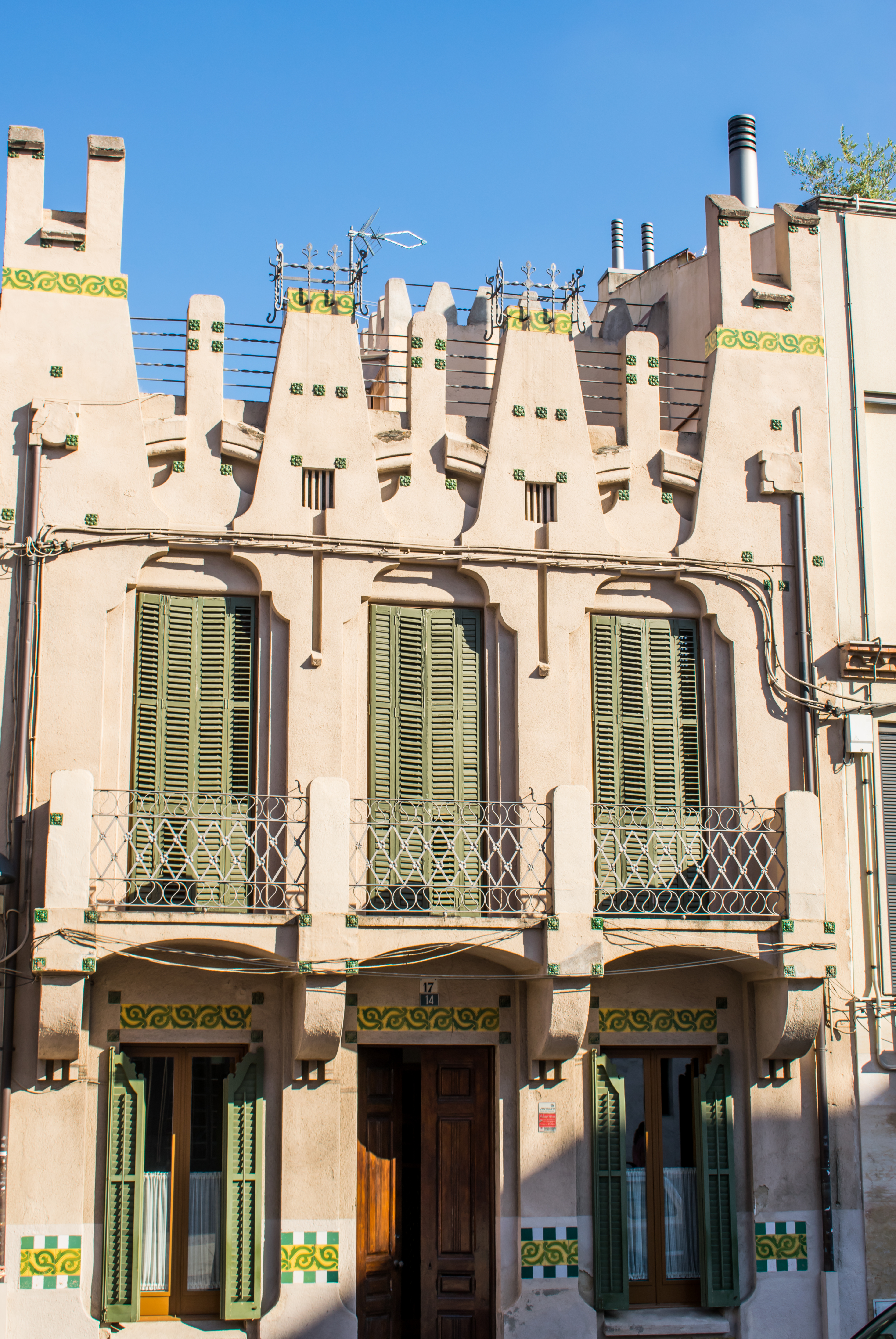
Detall de la casa núm. 14

El número 14 té una porta allindada i finestres a cada costat, també rectangulars i amb ampit a sota dels quals hi ha unes rajoles decorades amb motius vegetals. En el primer pis trobem tres obertures amb arc mixtilini que donen a un balcó corregut. El balcó està sustentat per quatre cartel·les en forma de quart d'esfera. La façana està rematada per uns merlets decorativistes.
La façana de les cases 12 i 13 és simètrica: a la planta baixa trobem dues portes amb una llinda recte arrodonida als costats i dues finestres d'arc de mig punt amb una reixa de ferro forjat; al primer pis hi ha dos balcons i dues finestres, totes aquestes obertures amb arcs mixtilinis més simples que els de la casa número 14. A la part superior també trobem merlets però també són més senzills que els de l'altra casa.
En tot Cal Magí hi ha gran quantitat d'elements decoratius dispersats per la façana com rajoles de ceràmica amb motius vegetals estilitzats o els ferros forjats amb un repertori de flors, palmetes, quadrats i cercles.
- Barana: Barana de ferro artístic que corres pon a la protecció del balcó. Cada un dels seus trams es troba entre pilars que d'aquesta manera alternen la conjugació de materials de pedra i ferro. La barana presenta tres registres de sanefes, totes elles artísticament treballades. La de la part inferior i superior es repeteixen quant a la seva amplada i dibuix. Són 9 elements circulars on s'inscriuen elements de tipologia sinuosa en forma de "S". La sanefa del mig, més ampla, està feta d'elements de perfil prismàtic i pla disposats en línia trencada formant un entramat romboïdal on s'ha col·locat una decoració en dues finestres alternades, de rosetes dins una varietat de la possible rosa silvestre.[1]

- Rajoles: Model decoratiu de rajoles de ceràmica que mostra un dibuix de tipologia ondulant i estilitzat de l'acant, en forma de cinta formada per sanefes. Les rajoles són quadrades i el dibuix està fet en verd sobre fons groc. Estan emmarcades per rajoles quadrades més petites i monocromes que alternen els colors verd i blanc.[1]
- Reixes: Col·locades a les finestres de la planta baixa. L'espai es troba compartimentat en quatre registres conformats per la disposició horitzontal de quatre barres planes. La resta de la reixa es troba formada per l'entramat de les corresponents barres verticals de perfil prismàtic. Cada registre té un contingut decoratiu; uns elements són quadrats i altres circulars. Estan coronades per unes representacions estilitzades de palmeta que surten del marc de la reixa.[1]

## Història
Entre 1910 i 1911 el senyor Magí Bagués i Cot va fer construir dues cases per als seus fills a la plaça Onze de Setembre. L'edifici del número 14 va passar posteriorment a les germanes Teresa i Dolors Bagués, que les van vendre a la dècada del 1970. L'edifici dels números 12 i 13 va passar a Pere Bagués i avui dia està dividit en dos habitatges.